# Keno (juego)

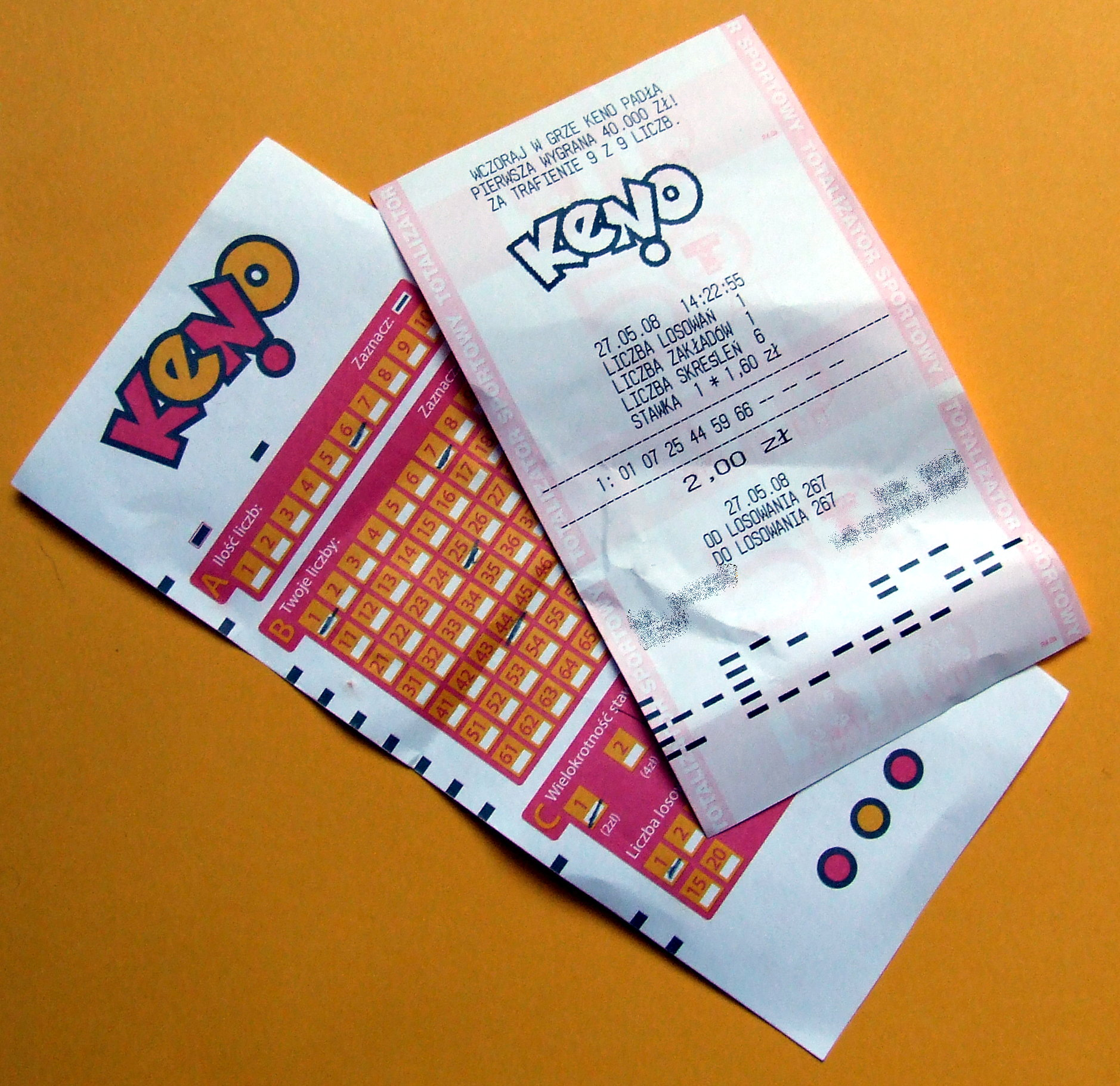
boletos de keno

El Keno es un juego parecido a la lotería o al bingo, que se juega en la mayoría de casinos modernos. Los jugadores suelen seleccionar de 1 a 20 números y marcarlos en un boleto con una matriz que contiene 80 números (del 1 al 80). A continuación se sortean 20 números aleatoriamente y el jugador obtiene premio en base al número de coincidencias entre su apuesta y los números que han aparecido en el sorteo.
Se cree que el Keno es originario de China y que fue importado a América en el siglo XIX por inmigrantes chinos.
En el mundo de las loterías se suele asociar este juego con sorteos rápidos, como por ejemplo cada 5 minutos.
Para jugar al Keno normalmente se necesita una tarjeta con un campo de 80 números (se les llama también “spots”). En el Keno tradicional, los números se sacan de la forma tradicional, con bolas de ping-pong numeradas por un tubo, una por una. Para jugar, se seleccionan números del campo a apostar y se espera que salgan esos números. Hay que destacar que al escoger más números hace que ganar sea más difícil.

## Descripción y orígenes del Keno
La historia del keno es una de las más fascinantes de cuántas pueblan el casino, y comienza con una interesante leyenda de la zona de China. La Larga Historia del Keno
La leyenda que marca el inicio de la historia del keno, dice que hace más de dos mil años, un general de la zona ahora denominada Cina llamado Cheung Leung se vio involucrado en una sangrienta Guerra que fue minando el presupuesto del ejército.
Puesto que necesitaban de ese dinero, el general Cheung Leung inventó, casi sin saberlo, uno de los juegos de casino más universales como método de recoger fondos para su Guerra.
Dicen también, que basó el juego en un famosísimo poema que los niños utilizaban para aprender todos los caracteres del idioma chino llamado “Los Mil Caracteres Clásicos”. De todos ellos, el general Leung puso unos 120 caracteres en un tablero de Madera… el mecanismo del juego se ha mantenido a lo largo de toda la historia del keno: los jugadores apuestan a uno o varios de los símbolos del tablero, y si estos son extraídos del “bombo”, ganan una cantidad estipulada.
Como curiosidad decir que todos esos símbolos tenían un significado como “amor” o “paz” o “alma”… pero también había lugar en el tablero para el símbolo de “estúpido perdedor”. El keno resultó tan importante en China, que gran parte de los fondos obtenidos del juego del keno, se reinvirtieron y supusieron unos fondos muy mayoritarios para lograr la construcción de la Gran Muralla china.

## Los premios
La cuantía del premio está condicionada por la cantidad de números que se marcan en el boleto y en cuantos de ellos coinciden con los sorteados. A mayor número de marcas y mayor número de aciertos, mayor es el premio por lo que no se considera un juego de reparto, sino que realmente el operador que celebra el sorteo, actúa como banca.

## Probabilidades
Los pagos de Keno dependen de cuántos números el jugador elige y cuántos acierta, multiplicado por la proporción de su apuesta respecto a la “tarifa base” de la tabla de pagos. Cuantos más números acierte, mayor será el pago, aunque algunas tablas pagan por pocos aciertos. Por ejemplo, algunos casinos pagan $500 o $1,000 por acertar 0 de 20 en un boleto de 20 números con una apuesta de $5. Los pagos varían según el casino; la mayoría permite elegir de 1 a 20 números, aunque algunos solo permiten 1 a 10, 12 o 15, llamados “spots”. La probabilidad de acertar los 20 números en un boleto de 20 es aproximadamente 1 en 3,5 quintillones. Aunque es muy improbable acertar los 20 números, los jugadores también reciben pago por acertar 0, 1, 2, 3 y de 7 a 19 de 20, siendo los aciertos de 17 a 19 similares al completo de 20. Otros aciertos con alta probabilidad son relativamente fáciles de conseguir.
| Aciertos | Probabilidad                         |
| -------- | ------------------------------------ |
| 0        | 1 en 843.380 (0.11857057%)           |
| 1        | 1 en 86.446 (1.15678605%)            |
| 2        | 1 en 20.115 (4.97142576%)            |
| 3        | 1 en 8.009 (12.48637168%)            |
| 4        | 1 en 4.877 (20.50318987%)            |
| 5        | 1 en 4.287 (23.32807380%)            |
| 6        | 1 en 5.258 (19.01745147%)            |
| 7        | 1 en 8.826 (11.32954556%)            |
| 8        | 1 en 20.055 (4.98618021%)            |
| 9        | 1 en 61.420 (1.62814048%)            |
| 10       | 1 en 253.801 (0.39401000%)           |
| 11       | 1 en 1.423.822 (0.07023351%)         |
| 12       | 1 en 10.968.701 (0.00911685%)        |
| 13       | 1 en 118.084.920 (0.00084685%)       |
| 14       | 1 en 1.821.881.628 (0.00005489%)     |
| 15       | 1 en 41.751.453.986 (0.00000240%)    |
| 16       | 1 en 1.496.372.110.872 (0.00000007%) |
| 17       | 1 en 90.624.035.964.712              |
| 18       | 1 en 10.512.388.171.906.553          |
| 19       | 1 en 2.946.096.785.176.811.500       |
| 20       | 1 en 3.535.316.142.212.173.800.000   |

Las probabilidades cambian significativamente según la cantidad de spots y números seleccionados en cada boleto.

### Cálculo de probabilidades
Las probabilidades en Keno provienen de una distribución hipergeométrica.
Para Keno, se calcula la probabilidad de acertar exactamente {\displaystyle r} spots en un boleto de {\displaystyle n} spots con la fórmula:
P(acertar {\displaystyle r} spots) {\displaystyle ={{n \choose r}\times {{80-n} \choose {20-r}} \over {80 \choose 20}}} para un boleto de {\displaystyle n} spots.
Para calcular la probabilidad de acertar 4 spots en un boleto de 6 spots, la fórmula es:
{\displaystyle P(X=4)={{{6 \choose 4}{{80-6} \choose {20-4}}} \over {80 \choose 20}}\approx 0.02853791}
donde {\displaystyle {n \choose r}} se calcula como {\displaystyle n! \over r!(n-r)!}, siendo X! la notación de factorial de X. Las hojas de cálculo tienen la función COMBIN(n,r) para calcular 
{\displaystyle {n \choose r}}.
Para calcular “probabilidades a 1”, divida la probabilidad entre 1.0 y reste 1 del resultado.